# Франсіско Хосе Камараса
Франсіско Хосе Камараса (ісп. Francisco José Camarasa; нар. 27 вересня 1967, Рафелбуньйол) — іспанський футболіст, що грав на позиції захисника.
Виступав, зокрема, за клуб «Валенсія», а також національну збірну Іспанії.
Володар Кубка Іспанії з футболу. Володар Кубка Інтертото.

## Клубна кар'єра
У дорослому футболі дебютував 1985 року виступами за команду клубу «Валенсія Месталья», в якій провів три сезони.
З 1987 року почав грати у складі головного клубу «Валенсія», за який провів 13 сезонів. Більшість часу, проведеного у складі «Валенсії», був основним гравцем захисту команди. За цей час виборов титул володаря Кубка Іспанії з футболу, ставав володарем Кубка Інтертото. Завершив професійну кар'єру футболіста виступами за команду «Валенсія» у 2000 році.

## Виступи за збірну
У 1993 році дебютував в офіційних матчах у складі національної збірної Іспанії. Протягом кар'єри у національній команді, яка тривала усього 3 роки, провів у формі головної команди країни 14 матчів.
У складі збірної був учасником чемпіонату світу 1994 року у США.

## Титули і досягнення
- Володар Кубка Іспанії з футболу (1):

«Валенсія»: 1998–1999
- Володар Кубка Інтертото (1):

«Валенсія»: 1998